# Manchester Football League
Manchester Football League, hiện tại theo lý do tài trợ có tên là FBT Football League, là một giải bóng đá Anh, bao phủ một vùng bán kính 30 dặm quanh Manchester Town Hall. Giải đấu được thành lập năm 1893, mặc dù có bị gián đoạn từ năm 1912 đến năm 1920. Hiện tại giải có 5 hạng đấu, chỉ có 2 hạng đầu tiên nằm trong Hệ thống các giải bóng đá ở Anh
Đội vô địch hạng đấu cao nhất mùa giải 2014–15 là Stockport Georgians. Họ sẽ bảo vệ chức vô địch mùa này sau khi không chọn lên chơi ở North West Counties League Division One.

## Cấu trúc
Giải gồm 5 hạng đấu: Premier Division, Division 1,  Division 2, Division 3, and Division 4. Premier Division và Division One có thể có cả đội chính và đội dự bị, trong khi Division Two và Division Three toàn bộ chỉ có đội dự bị, và Division Four được dành cho các đội thấp hơn dự bị thuộc 2 hạng đấu cao nhất của Manchester League. Một đội từ "hạng dự bị" có thể lên chơi ở hạng đấu cao nhất của Manchester League chỉ khi đội chính của họ phải thi đấu ở các hạng cao hơn cấp độ của Manchester League (Cấp độ 10 trở lên). Không có lên xuống hạng giữa Division Three và Division Four, vì vậy các đội A & B được giữ lại Division Four.
Premier Division có thể thức lên xuống hạng với North West Counties Football League, nằm ở Cấp độ 11 của Hệ thống các giải bóng đá ở Anh. Tuy nhiên, yêu cầu sân bãi của NWCFL cao hơn rất nhiều so với Manchester League, vì vậy để đáp ứng thì cần phải tốn chi phí đắt tiền, và do đó rất ít đội bắt lấy cơ hội để lên hạng. Ashton Athletic lên hạng năm 2006, mặc dù chỉ đứng thứ 4 ở Division One. Các đội như  Salford City, Maine Road và Northern Nomads ở lại thi đấu trong giải.
Các đội bóng từ Premier Division bị xuống hạng Division One làm cho Division One nằm ở Cấp độ 12 trong Hệ thống các giải bóng đá ở Anh. Tuy nhiên, đội chính ở Division One bị xuống hạng ở các giải đấu trong địa phương tương ứng ở Cấp độ 13 (Altrincham and District Amateur Football League, Lancashire & Cheshire Amateur League, Lancashire Amateur League, Rochdale Alliance, or Wigan & District League) bởi vì Division Two và Division Three chỉ dành cho các đội dự bị của các câu lạc bộ ở Premier Division và Division One.
Vì vậy, chỉ có hạng đấu Premier Division và Division One của Manchester League thuộc Hệ thống các giải bóng đá ở Anh ở Cấp độ 11 và 12.
Mùa giải 2015–16 có 29 câu lạc bộ thi đấu ở Cấp độ 11 và 12 của hệ thống.

## Các câu lạc bộ mùa giải 2015–16

### Premier Division
- AFC Monton
- Atherton Town
- AVRO
- Boothstown
- Dukinfield Town
- Hindsford
- Manchester Gregorians
- Old Altrinchamians
- Prestwich Heys
- Rochdale Sacred Heart
- Royton Town
- Springhead
- Stockport Georgians
- Uppermill
- Walshaw Sports
- Wythenshawe Amateurs

### Division One
- Beechfield United
- Breightmet United
- Chadderton Dự bị
- Chapel Town
- East Manchester
- Elton Vale
- Heywood St. James
- Hollinwood
- Irlam Steel
- Leigh Athletic
- Pennington
- Westbury Sports
- Wilmslow Albion

## Đội vô địch của Premier Division và Division One
| Mùa giải  | Premier Division      | Division One              |
| --------- | --------------------- | ------------------------- |
| 1982–83   | Maine Road            | Mount Pleasant            |
| 1983–84   | Maine Road            | Shell (Carington)         |
| 1984–85   | Maine Road            | Coldhurst United          |
| 1985–86   | Maine Road            | Adswood Amateurs          |
| 1986–87   | Adswood Amateurs      | Castleton Gabriels        |
| 1987–88   | Stockport Georgians   | Prestwich Heys            |
| 1988–89   | Abbey Hey             | Avro                      |
| 1989–90   | Wythenshawe Amateurs  | Greater Manchester Police |
| 1990–91   | Abbey Hey             | Ramsbottom United         |
| 1991–92   | East Manchester       | Woodley Sports            |
| 1992–93   | Wythenshawe Amateurs  | Atherton Town             |
| 1993–94   | Abbey Hey             | Winton United             |
| 1994–95   | Abbey Hey             | Highfield United          |
| 1995–96   | Little Hulton United  | Stand Athletic            |
| 1996–97   | Highfield United      | Prestwich Heys            |
| 1997–98   | Springhead            | Urmston                   |
| 1998–99   | Stand Athletic        | Willows                   |
| 1999–2000 | Stand Athletic        | Sacred Heart              |
| 2000–01   | Stand Athletic        | Leigh Athletic            |
| 2001–02   | Stockport Georgians   | Royton Town               |
| 2002–03   | Wythenshawe Amateurs  | Breightmet United         |
| 2003–04   | Royton Town           | Avro                      |
| 2004–05   | Prestwich Heys        | AFC Blackley              |
| 2005–06   | Prestwich Heys        | Whitworth Valley          |
| 2006–07   | Prestwich Heys        | Walshaw Sports            |
| 2007–08   | Wigan Robin Park      | Chapel Town               |
| 2008–09   | Gregorians            | Dukinfield Town           |
| 2009–10   | AVRO                  | Bury Amateurs             |
| 2010–11   | Manchester Gregorians | AVRO                      |
| 2011–12   | Hindsford             | Wythenshawe Town          |
| 2012–13   | Hindsford             | Rochdale Sacred Heart     |
| 2013–14   | Hindsford             | Chapel Town               |
| 2014–15   | Stockport Georgians   | Old Altrinchamians        |